# Sandy Kenyon (attore)
Sandy Kenyon, nato Sanford Klein (New York, 5 agosto 1922 – Los Angeles, 20 febbraio 2010), è stato un attore statunitense.
Recitò dal 1959 al 1998 in 14 film e dal 1949 al 2004 in oltre 110 produzioni televisive.

## Biografia
Sandy Kenyon nacque a New York, nel Bronx, il 5 agosto 1922. Dopo aver partecipato come pilota alla seconda guerra mondiale, fondò una piccola compagnia teatrale chiamata "Town and Country Players" e lavorò per diversi anni per il teatro, partecipando anche a diverse produzioni a Broadway. Da metà degli anni cinquanta, fu interprete di diversi personaggi per serie televisive, tra cui Des Smith in 39 episodi della serie Crunch and Des dal 1955 al 1956, Shep Baggott in 5 episodi della serie The Travels of Jaimie McPheeters dal 1963 al 1964, Mr. Becker in un doppio episodio della serie Quella strana ragazza nel 1969 (più un altro episodio con un altro ruolo nel 1967) e il reverendo Kathrun in 7 episodi della serie California dal 1984 al 1985. Interpretò inoltre numerosi altri personaggi secondari o ruoli da guest star in molti episodi di serie televisive dagli anni cinquanta agli al 1990. Prestò la voce al personaggio di Jon Arbuckle nel film di animazione per la televisione Here Comes Garfield e fu anche regista di due episodi della soap opera Giorno per giorno.
Terminò la carriera televisiva con l'episodio Mooses, Masons, and the Secret Life of Trees della serie Good Grief che fu mandato in onda il 28 ottobre 1990, mentre per gli schermi cinematografici l'ultima interpretazione risale al film The Scottish Tale del 1998 in cui interpreta Arthur Golding.
Morì all'età di ottantasette anni a Los Angeles, in California, il 20 febbraio 2010 e fu cremato.

## Filmografia

### Attore

#### Cinema
- Al Capone, regia di Richard Wilson (1959)
- Nevada Smith, regia di Henry Hathaway (1966)
- 3 "fusti", 2 "bambole" e... 1 "tesoro" (Easy Come, Easy Go), regia di John Rich (1967)
- Sensualità morbosa (Sweet Kill), regia di Curtis Hanson (1972)
- Tom Sawyer, regia di Don Taylor (1973)
- Breezy, regia di Clint Eastwood (1973)
- Rancho Deluxe, regia di Frank Perry (1975)
- MacArthur il generale ribelle (MacArthur), regia di Joseph Sargent (1977)
- Ormai non c'è più scampo (When Time Ran Out...), regia di James Goldstone (1980)
- The Loch Ness Horror, regia di Larry Buchanan (1981)
- Lifepod, regia di Bruce Bryant (1981)
- Down on Us, regia di Larry Buchanan (1984)
- Blame It on the Night, regia di Gene Taft (1984)
- The Scottish Tale, regia di Mack Polhemus (1998)

#### Televisione
- The Big Story – serie TV, un episodio (1949)
- Lux Video Theatre – serie TV, 2 episodi (1950)
- The Philco Television Playhouse – serie TV, 2 episodi (1951)
- Woman with a Sword – film TV (1952)
- The Last Command – film TV (1952)
- The Doctor – serie TV, episodio 1x03 (1952)
- Dinner for the General – film TV (1953)
- Studio One – serie TV, un episodio (1954)
- Producers' Showcase – serie TV, un episodio (1954)
- Crunch and Des – serie TV, 39 episodi (1955-1956)
- Armstrong Circle Theatre – serie TV, un episodio (1955)
- The Phil Silvers Show – serie TV, 2 episodi (1957-1958)
- Robert Montgomery Presents – serie TV, un episodio (1957)
- Playhouse 90 – serie TV, 2 episodi (1958-1959)
- Gunsmoke – serie TV, 5 episodi (1958-1968)
- The Silent Service – serie TV, un episodio (1958)
- Northwest Passage – serie TV, un episodio (1958)
- Yancy Derringer – serie TV, 2 episodi (1958)
- Steve Canyon – serie TV, episodio 1x11 (1958)
- Peter Gunn – serie TV, episodi 1x24-2x29 (1959-1960)
- Avventure lungo il fiume (Riverboat) – serie TV, episodio 1x03-2x05 (1959-1960)
- Gli uomini della prateria (Rawhide) - serie TV, episodio 1x06 (1959)
- Richard Diamond (Richard Diamond, Private Detective) – serie TV, 2 episodi (1959)
- Colt.45 – serie TV, un episodio (1959)
- L'uomo ombra (The Thin Man) – serie TV, episodio 2x29 (1959)
- Alcoa Presents: One Step Beyond – serie TV, un episodio (1959)
- Alcoa Theatre – serie TV, un episodio (1959)
- Tightrope – serie TV, episodio 1x16 (1959)
- Have Gun - Will Travel – serie TV, 3 episodi (1960-1961)
- The Rifleman – serie TV, un episodio (1960)
- The Chevy Mystery Show – serie TV, episodio 1x02 (1960)
- Il dottor Kildare (Dr. Kildare) – serie TV, 2 episodi (1961-1962)
- Ai confini della realtà (The Twilight Zone) – serie TV, 3 episodi (1961-1963)
- The Americans – serie TV, episodi 1x03-1x05 (1961)
- Gunslinger – serie TV, episodio 1x04 (1961)
- The Tall Man – serie TV, un episodio (1961)
- The Dick Van Dyke Show – serie TV, 5 episodi (1962-1965)
- Lotta senza quartiere (Cain's Hundred) – serie TV, un episodio (1962)
- Thriller – serie TV, episodio 2x20 (1962)
- Room for One More – serie TV, un episodio (1962)
- Scacco matto (Checkmate) – serie TV, episodio 2x29 (1962)
- The Wide Country – serie TV, episodio 1x01 (1962)
- The Travels of Jaimie McPheeters – serie TV, 5 episodi (1963-1964)
- Il virginiano (The Virginian) – serie TV, 5 episodi (1963-1971)
- La grande avventura (The Great Adventure) – serie TV, episodio 1x05 (1963)
- Undicesima ora (The Eleventh Hour) – serie TV, un episodio (1963)
- Il fuggiasco (The Fugitive) – serie TV, 3 episodi (1964-1965)
- Bonanza – serie TV, 2 episodi (1964-1970)
- The Outer Limits – serie TV, un episodio (1964)
- Profiles in Courage – serie TV, un episodio (1965)
- Selvaggio west (The Wild Wild West) - serie TV, episodio 1x04 (1965)
- Gomer Pyle: USMC – serie TV, un episodio (1965)
- Convoy – serie TV, episodio 1x10 (1965)
- The Andy Griffith Show – serie TV, 2 episodi (1966-1967)
- Gli eroi di Hogan (Hogan's Heroes) – serie TV, 5 episodi (1966-1971)
- A Man Called Shenandoah – serie TV, episodio 1x17 (1966)
- The Donna Reed Show – serie TV, un episodio (1966)
- Gidget – serie TV, un episodio (1966)
- Amore in soffitta (Love on a Rooftop) – serie TV, 2 episodi (1966)
- Quella strana ragazza (That Girl) – serie TV, 3 episodi (1967-1969)
- Le spie (I Spy) – serie TV, episodio 2x27 (1967)
- Gli invasori (The Invaders) – serie TV, un episodio (1967)
- Something for a Lonely Man – film TV (1968)
- Al banco della difesa (Judd for the Defense) – serie TV, un episodio (1969)
- Doris Day Show (The Doris Day Show) – serie TV, 2 episodi (1970-1972)
- Mannix – serie TV, 2 episodi (1970-1973)
- Reporter alla ribalta (The Name of the Game) – serie TV, un episodio (1970)
- I nuovi medici (The Bold Ones: The New Doctors) – serie TV, un episodio (1970)
- The Most Deadly Game – serie TV, un episodio (1970)
- Bracken's World – serie TV, un episodio (1970)
- Ironside – serie TV, 2 episodi (1970)
- Arcibaldo (All in the Family) – serie TV, 3 episodi (1971-1978)
- La famiglia Partridge (The Partridge Family) – serie TV, un episodio (1971)
- Travis Logan, D.A. – film TV (1971)
- Mod Squad, i ragazzi di Greer (The Mod Squad) – serie TV, un episodio (1971)
- Cannon – serie TV, 2 episodi (1972-1974)
- Io e la scimmia (Me and the Chimp) – serie TV, un episodio (1972)
- Insight – serie TV, un episodio (1972)
- Barnaby Jones – serie TV, 2 episodi (1973-1976)
- Le pazze storie di Dick Van Dyke (The New Dick Van Dyke Show) – serie TV, un episodio (1973)
- Le strade di San Francisco (The Streets of San Francisco) – serie TV, un episodio (1973)
- The Delphi Bureau – serie TV, un episodio (1973)
- Colombo (Columbo) – serie TV, un episodio (1973)
- Kung Fu – serie TV, un episodio (1974)
- Riuscirà la nostra carovana di eroi... (Dusty's Trail) – serie TV, un episodio (1974)
- A Case of Rape – film TV (1974)
- Honky Tonk – film TV (1974)
- Petrocelli – serie TV, un episodio (1974)
- Apple's Way – serie TV, un episodio (1974)
- Adam-12 – serie TV, un episodio (1974)
- A tutte le auto della polizia (The Rookies) – serie TV, un episodio (1974)
- Barbary Coast – serie TV, un episodio (1975)
- Happy Days – serie TV, episodio 3x11 (1975)
- Maude – serie TV, un episodio (1976)
- Agenzia Rockford (The Rockford Files) – serie TV, un episodio (1976)
- M*A*S*H – serie TV, un episodio (1976)
- Wonderbug – serie TV, un episodio (1976)
- The Last Hurrah – film TV (1977)
- La donna bionica (The Bionic Woman) – serie TV, un episodio (1977)
- Pepper Anderson agente speciale (Police Woman) – serie TV, un episodio (1977)
- Lou Grant – serie TV, 2 episodi (1978-1979)
- What's Happening!! – serie TV, un episodio (1978)
- Una famiglia americana (The Waltons) – serie TV, un episodio (1978)
- The 3rd Barry Manilow Special – film TV (1979)
- La famiglia Bradford (Eight Is Enough) – serie TV, un episodio (1980)
- Meeting of Minds – serie TV, 2 episodi (1981)
- Quincy (Quincy M.E.) – serie TV, un episodio (1982)
- Here Comes Garfield – film TV, voce (1982)
- Cuore e batticuore (Hart to Hart) – serie TV, un episodio (1982)
- California (Knots Landing) – serie TV, 7 episodi (1984-1985)
- Supercopter (Airwolf) – serie TV, un episodio (1985)
- The Romance of Betty Boop – film TV (1985)
- Crazy Like a Fox – serie TV, un episodio (1985)
- Troppo forte! (Sledge Hammer!) – serie TV, un episodio (1988)
- Ricordi di guerra (War and Remembrance) – miniserie TV (1988)
- Quattro donne in carriera (Designing Women) – serie TV, un episodio (1989)
- Good Grief – serie TV, un episodio (1990)
- Garfield and Friends – serie TV, un episodio, solo voce (1994)
- The Dick Van Dyke Show Revisited – film TV (2004)

### Regista
- Giorno per giorno (One Day at a Time) – serie TV, 2 episodi (1976)

## Doppiatori italiani
Nelle versioni in italiano delle opere in cui ha recitato, Sandy Kenyon è stato doppiato da:
- Gianfranco Bellini in Al Capone
- Renato De Carmine in Nevada Smith
- Franco Odoardi in Amore in soffitta
- Gil Baroni in Happy Days
- Romano Ghini in MacArthur il generale ribelle
- Gianni Marzocchi in La famiglia Bradford